# 아스카노키요미하라노미야
아스카노키요미하라노미야(일본어: 飛鳥浄御原宮) 혹은 아스카키요미가하라노미야(일본어: 飛鳥浄御原宮)는 일본 아스카 시대 7세기 후반의 천황이었던 덴무 천황과 지토 천황 2대가 영위했던 궁을 말한다. 나라현 아스카촌 아스카에 존재했을 것이라 추정되었는데, 최근의 발굴 성과에 의해 같은 촌의 구릉에 있는 덴아스카이타부키미야(일본어: 伝飛鳥板蓋宮) 유적에 존재했을 것이라 여겨지고 있다.